# Harry Wootliff
Harriet „Harry“ Wootliff (* in Leeds) ist eine britische Drehbuchautorin und Filmregisseurin. 

## Leben
Harry Wootliff wurde in Leeds geboren und besuchte die Elmhurst Ballet School und die Bristol Old Vic Theatre School, wo sie Schauspiel studierte.
Ihr erster Kurzfilm Nits wurde 2004 nach Cannes eingeladen und erhielt eine BAFTA-Nominierung. Ihr zweiter Kurzfilm Trip feierte 2008 im Rahmen der Berlinale seine Premiere.
Ihr Spielfilmdebüt Only You, mit Josh O’Connor in einer der beiden Hauptrollen, feierte im Oktober 2018 beim BFI London Film Festival seine Premiere. Ihr Filmdrama True Things, mit Ruth Wilson in der Hauptrolle, wurde im September 2021 bei den Internationalen Festspielen von Venedig vorgestellt. Der Film basiert auf Roman True Things About Me der walisischen Schriftstellerin Deborah Kay Davies.

## Filmografie (Auswahl)
- 2004: Nits (Kurzfilm)
- 2008: Trip (Kurzfilm)
- 2018: Only You
- 2019: Deep Water (Fernsehserie, 2 Folgen)
- 2021: True Things

## Auszeichnungen (Auswahl)
British Academy Film Award
- 2004: Nominierung als Bester Kurzfilm (Nits)
- 2020: Nominierung für die Beste Nachwuchsleistung Drehbuch/Regie (Only You)

British Independent Film Award
- 2019: Auszeichnung mit dem Douglas Hickox Award – Debut Director (Only You)
- 2019: Nominierung als Debut Screenwriter (Only You)[5]

Internationale Filmfestspiele von Venedig
- 2021: Nominierung für den Venice Horizons Award (True Things)

London Film Festival
- 2004: Auszeichnung mit dem TCM Prize (Nits)
- 2018: Nominierung für den Sutherland Award im First Feature Competition (Only You)[6]
- 2021: Auszeichnung mit dem IWC Schaffhausen Filmmaker Bursary Award[7]